# وادي الصحنة
وادي الصحنة هو واد صغير في ديار بني بحير العبادلة في تهامة بلاد بلقرن في العرضيات يتجه جنوباً حتى يلتقي مع وادي الأبهاء ثم إلى وادي حضرة ثم وادي قنونا من الغرب، وعليه عدة قرى لبني بحير.